# 羅薩潘杜羅區
1°47′47″S 73°24′28″W / 1.79639°S 73.40778°W
羅薩潘杜羅區（西班牙語：Distrito de Rosa Panduro），是秘魯的一個區，位於該國東北部洛雷托大區的普圖馬約省，始建於2014年4月10日，面積7,167平方公里，海拔高度34米，2014年人口729，人口密度每平方公里0.1人。